# 緑の雇用
緑の雇用（みどりのこよう）は、日本国内で行われている林業へ新規参入する労働者の雇用支援制度の総称。

## 概要
森林の積極的な間伐など若年労働者の雇用の場を山村地域に創出することにより、過疎化や高齢化に悩む山村地域の活性化を図ることを目的とした雇用支援制度。国として実行される支援のほか、地方自治体が独自に行うものも存在するため、広義の意味では公園や道路の緑地的な管理など、広く一般的な軽作業も含まれることもある。
多くは、新たな労働者を雇用する森林組合や林業事業体へ、人件費相当額を助成が行われる仕組みが中心となる。林業は、労働災害の発生率が高い職場の一つであり、数年間に渡るオン・ジョブ・トレーニングが必須となるため、労働力の定着が確認されるまで時間が掛かり即効性は期待できないが、近年、徐々にではあるが労働力の若返りが進み始めている。

## 歴史
2001年、林業労働者の減少、高齢化が進むことに憂慮した和歌山県と三重県が「緑の雇用事業で地方版セーフティーネット」を提言。国へ働きかけた結果、同年度中の補正予算のメニューに登場することとなった。2002年度以降も、林野庁が補正予算などで継続的に予算付けを行っている（2006年からは「緑の雇用担い手対策事業」）。